# Sulz, Feldkirch
Sulz là một đô thị thuộc huyện district of Feldkirch, Vorarlberg, Áo. Đô thị Sulz, Feldkirch có diện tích 3,01 km², dân số thời điểm năm 2006 là 2307 người.